# Bellolampo
Bellolampo è una collina alle spalle della piana ove sorge la città di Palermo, la Conca d'Oro, raggiunge un'altezza di 430 m ed è visibile da quasi tutta la città.

## Il paese
Sulla collina di Bellolampo sono presenti diverse abitazioni. Le prime sono state edificate al tempo del Fascismo, ma il boom edilizio si è verificato dagli anni sessanta ai primi del novanta. Tra le prime abitazioni si possono menzionare la piccola casa costruita dai fascisti come casello, la tenuta degli Inzerillo nata sull'omonimo pozzo e la tenuta, nella località nota come Pizzo Capra, che fu edificata ed appartenne alla famiglia Carramusa.
Per la maggioranza degli abitanti del capoluogo siciliano la collina è conosciuta per la presenza sul versante interno, nascosta dalla vista della città, della discarica provinciale; negli ultimi anni è stato approvato il progetto che porterà alla costruzione di un termovalorizzatore che sostituirà la discarica.
Per lungo tempo nel 2001 sulla collina rimase la scritta Hollywood, opera dell'artista Maurizio Cattelan che sfruttava ironicamente le similitudini morfologiche con la celebre collina di Los Angeles.
La strada che sale sulla collina, negli anni passati (ma ancora adesso) era usata in alternativa all'autostrada per raggiungere i paesi che si trovano sulla piana di Carini.